# Badagarahalli, Turuvekere
Badagarahalli là một làng thuộc tehsil Turuvekere, huyện Tumkur, bang Karnataka, Ấn Độ.